# Кошарка
Кошарка (на македонска литературна норма: Кошарка) е село в Северна Македония, в община Демир Капия.

## География
Селото е планинско, разположено северно от град Демир Капия, на левия бряг на Вардар, в подножието на Конечката планина (Серта).

## История
В XIX век Кошарка е голямо турско юрушко село в Тиквешка кааза на Османската империя. Според статистиката на Васил Кънчов („Македония. Етнография и статистика“) от 1900 година Кошарка има 702 жители турци.
По данни на българското военно разузнаване в 1908 година Кошарка заедно с Челевец и Иберли е едно от трите турски села в Тиквеш.
След Междусъюзническата война в 1913 година селото попада в Сърбия.
На етническата си карта от 1927 година Леонард Шулце Йена показва Кошарка (Košarka) като турско село.